# Tandavulsie
Een tandavulsie is een tandtrauma waarbij de tand volledig uit de alveole los is. Wanneer de tand teruggevonden kan worden, dient deze zo snel mogelijk teruggeplaatst te worden. Indien ze vuil is, dient ze afgespoeld te worden (10 seconden onder de koude waterkraan) en dan teruggeplaatst.
Is dit niet mogelijk, dan moet de tand in melk bewaard worden en dient men onmiddellijk naar de tandarts te gaan. Is dit eveneens onmogelijk, dan moet men de tand bewaren in de mond, en dit tussen tanden en lip in de omslagplooi. Tijd is dan van belang, want de kans op een succesvolle genezing nemen af met de minuut.
De tandarts kan de tand nu reinigen met fysiologisch water en terugplaatsen in zijn holte. Dit kan enkel indien de alveole niet beschadigd is. Terugplaatsing wordt bemoeilijkt door bloedklonters. Spalken is noodzakelijk. Er wordt best zachte voeding gegeten tijdens de eerste dagen.
Nabehandeling
- Er wordt best gestart met antibiotica kuur, tetanus spuit kan noodzakelijk zijn, spoelen met chloorhexidine.
- Er wordt best binnen de 10 dagen gestart met een kanaalbehandeling. Deze zal variëren naargelang men te doen heeft met een volgroeide wortel (gesloten apex) of een nog niet volgroeide wortel (open apex). Er zijn theorieën die beweren dat er bij een open apex nog revascularisatie mogelijk is. (terug ingroei van bloedvaten en zenuwen in de wortelkanalen).
- spalk mag eraf na 10 dagen
- regelmatige opvolging met radiografie

Prognose
De prognose hangt af van het overleven van de cellen die aan de tandwortel kleven en dit hangt weer af van een aantal factoren:
- tijd tussen trauma en reïmplantatie; er wordt aanvaard dat een tand die langer dan twee uur uit de alveole is geweest niet meer kan gered worden
- is de tand vochtig bewaard of droog
- contaminatie van tand
- manipulaties

Het kan zijn dat tand gered is, maar het kan nog geruime tijd mislopen.
Er kan nog wortelresorptie optreden tot vier jaar na de reïmplantatie.
Indien dit gebeurt is de tand verloren.